# Chromatografia jonowymienna
Chromatografia jonowymienna (IEX, IEC, z ang. ion exchange chromatography) – rodzaj cieczowej chromatografii kolumnowej. Jest to metoda analityczna lub preparatywna (używana do wydzielenia z mieszaniny żądanej substancji).
W metodzie tej faza stacjonarna (złoże) jest obdarzona ładunkiem. Są to zazwyczaj wymieniacze jonowe (jonity), łatwo wymieniające jony posiadane na jony znajdujące się w fazie ruchomej. Podstawę rozdziału stanowi powinowactwo chemiczne różnych jonów do jonitu.
Wymieniacze jonowe muszą być nierozpuszczalne w wodzie, odporne chemicznie, a ich ziarna muszą wykazywać formę kulistą. Najczęściej są to żywice jonowymienne lub modyfikowane celulozy.
Żywice jonowymienne są zbudowane ze szkieletu polimerowego, grup funkcyjnych oraz przeciwjonów (o przeciwnym ładunku niż grupa funkcyjna). Przeciwjony biorą udział w wymianie, natomiast grupa funkcyjna pozostaje związana z organicznym szkieletem. Jonity dzieli się na:
- anionity, które wymieniają aniony
- kationity, które wymieniają kationy
- amfolity, które wymieniają oba rodzaje jonów, w zależności od pH
- jony bipolarne, wymieniające i aniony, i kationy

Grupy funkcyjne kationitów mają charakter kwasowy i są nimi najczęściej grupy sulfonowe (−SO3H), karboksylowe (−COOH) lub fenolowe (−OH). Analogicznie, grupy funkcyjne anionitów mają charakter zasadowy, jak np. grupa dietyloaminoetylowa (DEAE, −CH
2CH
2NEt
2).
Aktywność jonitu zależy od kilku właściwości:
- Pojemność wymienna jonitu – jest to liczba milimoli jonów o ładunku jednostkowym, wymienianych przez 1 cm³ spęczniałego jonitu. Zależy ona między innymi od struktury szkieletu i od stopnia usieciowania.
- Stopień usieciowania żywicy – jest to zawartość procentowa diwinylobenzenu w żywicy. W nazwie opisuje się go zwykle X i najczęściej spotyka się 2, 4, 8 lub 12% zawartości (odpowiednio X2, X4, X8, X12). Im wyższy stopień usieciowania tym wyższa pojemność jonitu i selektywność. Jednak wyższy stopień, to dłuższy czas analizy (migracja cząstek).
- Rozmiar ziaren – im ziarna są mniejsze, tym pojemność jonitu i selektywność jest większa. Jednak mniejsze ziarna stawiają większy opór, więc czas analizy jest dłuższy. Wielkość ziaren określa się typowo w skali mesh. Najczęściej spotyka się 50–100, 100–200 lub 200–400 mesh.
- Polarność – decyduje o niej charakter grupy funkcyjnej. Im jest wyższa, tym szerszy jest zakres pH, w którym zachowuje właściwości jonowymienne.
- Powinowactwo do anionów lub kationów:
  - powinowactwo rośnie ze wzrostem ładunku elektrycznego jonu
  - dla jonów o jednakowym ładunku, powinowactwo wzrasta ze wzrostem masy
  - jony złożone wykazują większe powinowactwo, im wyższy mają moment dipolowy

Związki związane z jonowymieniaczem mogą być wymyte z kolumny przez stopniową elucję, a także poprzez zmianę stężenia soli lub pH.
Tego rodzaju chromatografii używa się do oddzielania takich związków jak aminokwasy, peptydy i białka oraz do związków nieorganicznych. Chromatografia jonowymienna jest powszechnie stosowana do oczyszczania białek w systemie FPLC.
Odmianą chromatografii jonowymiennej jest chromatografia jonowa, w której stosuje się wysokosprawne kolumny rozdzielające wypełnione jednorodnymi żywicami o małych cząsteczkach i najczęściej z automatyczną detekcją konduktometryczną.